# Francisco Garrido Peña
Francisco de Asís Garrido Peña (Sevilla, 25 de marzo de 1958) es un político español de ideología ecologista.
Es Doctor en Filosofía del derecho por la Universidad de Granada y ha sido profesor de la Universidad de Jaén. Hasta el año 2007 fue portavoz confederal de Los Verdes.
Fue diputado al Congreso por la provincia de Sevilla en 2004 en las listas del PSOE, tras el acuerdo PSOE-VERDES. También fue diputado del Parlamento de Andalucía entre 1994 y 1996 en las listas de Izquierda Unida-Los Verdes-Convocatoria por Andalucía. Actualmente forma parte del espacio de reflexión Paralelo 36.

## Biografía
La agitada actividad de Francisco Garrido Peña comenzó muy pronto, siendo delegado estudiantil en el Instituto San Isidoro de Sevilla (1973-1976), cuando cursaba sus estudios de bachillerato, con sólo quince años. Así comenzaron a emerger sus inquietudes políticas, dentro de los movimientos estudiantiles y juveniles. A partir de ese momento, su evolución fue clara y rápida: Fundador de la primera Junta Democrática de Delegados Estudiantiles en el Instituto San Isidoro (1974), fundador de la Asociación Juvenil por la Democracia (1976) —a nivel nacional—, fundador y primer secretario general de las Juventudes Comunistas de Andalucía (UJCE), (1978), secretario de Relaciones Exteriores de la UJCE (1976-1978) y fundador del Consejo de la Juventud de España (1978). Además, en representación de la UJCE, participó en las negociaciones con la Unión de Centro Democrático (UCD), para alcanzar la mayoría de edad a los 18 años y tener derecho a voto, y convocó la primera manifestación gay en Madrid en 1978. Finalmente, fue expulsado de la UJCE, junto con un grupo importante de militantes, por propugnar la disolución de las organizaciones comunistas y la construcción de un nuevo modelo de izquierda alternativa. 
Lo más interesante de su historia fue su carácter revolucionario, lo cual le llevó a protagonizar detenciones en diferentes puntos del mundo, en la década de 1970. Su primera detención y procesamiento fue por asociación ilícita, en noviembre de 1975, por parte del Tribunal de Orden Público. El arresto duró siete días y la libertad condicional dos años y medio, hasta que le llegó la amnistía. En 1978 viajó hasta Berlín para asistir a un encuentro de asociaciones juveniles europeas, pero acabó detenido por la Policía de Alemania Oriental, en el muro de Berlín, por llevar propaganda a favor de los disidentes de la Alemania Comunista. También viajó a Roma, ese mismo año, para asistir a la fundación del Comité Internacional del Frente Polisario. Allí, participó en las movilizaciones del Otoño Caldo, protagonizadas por Autonomía Operaria (Autonomía Obrera). Una detención más tuvo lugar en Cuba, por apoyo a la disidencia cubana y por reivindicar los derechos y libertades del país, cuando acudió al Festival Mundial de la Juventud. Fue expulsado de Cuba y declarado persona non grata, llegándose a publicar un artículo en contra de él, en el diario Granma. 
Uno de los momentos más convulsos de su vida llegó al desertar del ejército español (regimiento pavia II, La línea de la Concepción), en 1980. Con dos Consejos de Guerra a sus espaldas por insumisión, huyó de España y se exilió con su mujer en Gante (Bélgica), durante dos años (1980-1982). Allí entró en contacto con colectivos alternativos belgas (ecologistas, pacifistas, entre otros) y sobrevivió haciendo mudanzas de muebles, separando materia orgánica en la cocina de la Universidad y cuidando niños con su esposa. 
En 1982 regresó a España con una nueva identidad: la de periodista belga. Su nombre era Ron Hermans. Así se mantuvo en la clandestinidad, en Andalucía, y con diversas identidades más, también como Francisco Andrade, hasta que prescribió el delito, al transcurrir diez años. 
Una de sus últimas movilizaciones más destacadas fue en 1992, declarándose en huelga de hambre en el Árbol de Guernika, contra la violencia de ETA. Por ello, recibió el Premio Ana Frank por la lucha ? la no violencia y la paz. 
Al regresar a España, en 1982, su carrera política y ecologista continuó: fundó el colectivo de Ecología Urbana. Ciudad Alternativa de Granada (1986), fue Portavoz andaluz de la Coordinadora de Organizaciones Ecologistas y Pacifistas de Andalucía (1985-1987), fundó la Federación Eco-pacifista Granadina (1991) y Los Verdes de Andalucía (1989), encabezó la candidatura de la presidencia del Gobierno por Los Verdes (1993) y fue Diputado de Los Verdes en el parlamento andaluz (1994-1996). Además, impulsó, en el Parlamento Andaluz, la ley de declaración de Sierra Nevada como Parque nacional. También firmó los acuerdos entre el PSOE y Los Verdes de los años 2000 y 2004, logrando el escaño de diputado por Sevilla, en el Congreso de los Diputados (2004-2008). Fue el fundador de la Asociación Parlamentaria en Defensa de los Derechos de los Animales (APDDA) , en el año 2007.
También impulsó la fiscalidad ecológica en Andalucía en el año 2000. 

### Diputado en el Congreso de los Diputados (2004-2008)
Llevó al Congreso la campaña de Proyecto Gran Simio, presentando una proposición no de ley. Sin embargo, a pesar de que se tramitó la iniciativa, nunca llegó a ser aprobada por el grupo socialista, en el que estaba adscrito. Garrido lideró, durante la legislatura iniciada en 2004, varias campañas a favor del reconocimiento de los derechos de los animales. Presentó, entre otras iniciativas, una proposición no de ley para elaborar una ley estatal básica de Derechos de los Animales. Ésta entró a trámite; no obstante, el grupo socialista tampoco llegó a aprobarla.
Consiguió la nominación a "Castigo para la prensa, 2007", de los premios parlamentarios que concede la Asociación de Periodistas Parlamentarios (APP). Compartió nominación con los portavoces de grupos parlamentarios Diego López Garrido, Joan Herrera y Joan Tardà.

## Formación académica
Es licenciado en Filosofía y Ciencias de la Educación. Universidad de Granada. 6.10.88 
Doctor en Filosofía por la Universidad de Granada. Título de la tesis: La Ecología Política como Política del Tiempo. 12 de abril de 1996. Cum Lauden. Director de la tesis: Nicolás María López Calera. Realizó los Curso de Doctorado en la Facultad de Filosofía y Letras, en el Departamento de Filosofía, Lógica y filosofía de las Ciencias en el programa de Doctorado de 1988-90. 
Profesor agregado de Bachillerato de Filosofía en comisión de servicios en la Universidad de Jaén, en el Departamento de Filosofía del Derecho, Moral y Política. Profesor de Derecho Natural en la Facultad de Ciencias sociales y Jurídicas de la Universidad de Jaén. Desde el 1 de octubre de 1990. Profesor de Ética de la Facultad de Humanidades de la Universidad de Jaén, desde el de octubre de 1993. 
Desde 1 de octubre de 1990 profesor del Departamento de Derecho Penal, Filosofía del Derecho, Moral y Política, Filosofía, de la Universidad de Jaén. Impartiendo las asignaturas de: 
- Derecho Natural (plan antiguo)

- Teoría de Derecho (plan nuevo) en el primer curso de la Licenciatura de Derecho

- Teoría del Derecho en la Diplomatura de Gestión y Administración Pública

- Ética en la Licenciatura de Humanidades.

- Legislación y Ética Profesional en la diplomatura de Enfermería,

- Bioética en la Diplomatura de Enfermería.

Participó el Programa de Doctorado del Departamento de Derecho Penal, Filosofía del Derecho, Moral y Política, Filosofía de la Universidad de Jaén sobre Análisis jurídico y político del Nuevo Código Penal.1996-1998. Dos cursos: Aspectos ético-políticos del nuevo código penal (curso 1996-97) (tres créditos). Y Sujetos e intereses difusos en el nuevo delito ecológico (1997-98) (3 créditos).

## Posicionamiento acerca de Los Verdes
Según palabras textuales de Francisco Garrido en una entrevista: "el partido de Los Verdes siempre tiene tres grandes objetivos. Uno es tratar de representar lo que en la sociedad se está produciendo de consenso y tratar de pasar a la conciencia política lo que ya está en la conciencia social, científica. Un segundo aspecto es plantar cara institucionalmente a las formaciones políticas que tienen unos planteamientos muy distintos. Y un tercero que es conseguir un poder político ecológico, hasta ahora los modelos del poder político que tenemos están hechos sobre la base del crecimiento, más o menos solidarios, pero de crecimiento. Lo que diferencia a liberales y socialistas de Los Verdes es que ambos están de acuerdos en crecer y en seguir consumiendo pero una vez que les planteamos de manera digamos más meritocrática y otros de manera más solidaria. Nosotros planteamos un modelo político distinto con esos tres objetivos; primero ayudar a que se traslade al ámbito de la conciencia política lo que ya está en la conciencia social, equipar los espacios institucionales con otras políticas distintas, y tercero, cambiar los espacios institucionales".
Para hacer que el cambio llegase en mejores condiciones, Francisco Garrido considera que "la política lo que puede hacer es anticipar los beneficios, es un magnífico escaparate para demostrar, por ejemplo que toda la gente que apuesta por la agricultura ecológica no va a dejarla; por ejemplo toda calle que se peatonalice no vuelve atrás. Al principio hay rechazo y a la gente no le parece bien pero luego ven que vivir sin la contaminación es mucho mejor que vivir con la motorización. Y con las renovables lo mismo, en España ya estamos viviendo con un 30% de consumo de energía renovable, y que la gente que monta molinos ganas dinero y ahorra. Yo creo que lo que la política lo que debe hacer es anticipar los efectos positivos. Pero el problema de esto es que cuando los anticipan, nadie los cree. Si yo te digo, si tomas agua con gas no tendrás dolor de cabeza pero como no has tenido será esa la causa o no será; pero si yo te digo, el agua con gas está muy buena, amén de que tiene una tendencia mayor a pensar que eso te evitará problemas. Entonces yo creo que lo que es fundamental de la acción política y nuestra ecológica es anticipar los beneficios y favorecer".

## Publicaciones
- Anarquismo y Movimiento Jornalero en Andalucía. Obra colectiva. Eduardo Sevilla Guzmán y Karl Heisel (eds). Artículo, "Nacionalismo alternativo y movimiento jornalero". Colección Díaz del Moral. Córdoba,1988..
- Ecología, Campesinado e Historia. Eduardo Sevilla Guzmán. Manuel González de Molina. (eds). "El movimiento jornalero y la Ecología política" (epílogo). Editorial La Piqueta. Madrid. 1993.
- Perspectivas del socialismo hoy. Vl II. Manuel Monereo (eds). "Tres notas sobre Ecología Política". Fundación de Investigaciones Marxistas. Madrid. 1992.
- Introducción a la Ecología Política. Francisco Garrido Peña. (eds). Editorial Comares. Colección Ecorama. Granada.1993.
- Evaluación de Impacto Ambiental. José Luis Serrano y Antonio Peña (eds). "Forma Jurídica y Ecología Política. El caso de la normativización de la evaluación ambiental". Ed. Comares. Colección Ecorama. Granada, 1994..